# Dina Garípova
Dina Faguímovna Garípova (en ruso: Дина Фагимовна Гарипова, nacida el 25 de marzo de 1991 en Zelenodolsk) es una cantante rusa de ascendencia tártara. En 2012, Garípova ganó la versión rusa del concurso The Voice, llamado Golos. Al año siguiente, fue elegida internamente para representar a su país en el Festival de la Canción de Eurovisión 2013, que se celebró en la ciudad de Malmö, Suecia, con la canción "What if". En la final del festival, obtuvo el quinto puesto.

## Biografía
Garípova nació el 25 de marzo de 1991 en Zelenodolsk, República de Tartaristán, Federación de Rusia, en una familia de médicos.
Desde los seis años de edad, Garípova estudió canto en el Teatro Zolotói Mikrofón (Micrófono de Oro), junto a su profesora vocal Elena Antónova. Garípova estudió periodismo (departamento por correspondencia) en la Universidad Estatal de Kazán. Cuando Dina se graduó desde Zolotói Mikrofón, se fue de gira por Tartaristán con el cantante Gabdelfat Safin.